# مصطفى بيلو
مصطفى بيلو (بالإنجليزية: Mustapha Bello)‏ هو سياسي نيجيري، ولد في 31 يناير 1954 في ولاية نيجر في نيجيريا. حزبياً، نشط في حزب الشعب الديمقراطي.